# Сатурн (премія, 2010)
36-а церемонія вручення нагород премії «Сатурн» за заслуги в царині кінофантастики, зокрема в галузі наукової фантастики, фентезі та жахів за 2009 рік, яка відбулася 24 червня 2010 року.

## Лауреати і номінанти
Нижче наведено повний список номінантів та переможців. Переможці виділені жирним шрифтом.

### Фільми
| Найкращий актор | Найкраща акторка |
| --- | --- |
| - Сем Вортінгтон — за роль Джейка Саллі у фільмі Аватар - Тобі Магвайр — за роль Сема Кехілла у фільмі Брати - Роберт Дауні (молодший) — за роль Шерлока Холмса у фільмі Шерлок Холмс - Дензел Вашингтон — за роль Ілая у фільмі Книга Ілая - Вігго Мортенсен — за роль батька у фільмі Дорога - Сем Роквелл — за роль Сема Белла у фільмі Місяць                                                | - Зої Салдана — за роль Нейтірі у фільмі Аватар - Наталі Портман — за роль Грейса Кегілла у фільмі Брати - Елісон Ломан — за роль Христини Браун у фільмі Затягни мене до пекла - Мелані Лоран — за роль Шошанни Дрейфус у фільмі Безславні виродки - Шарліз Терон — за роль Сільвії у фільмі Палаюча рівнина - Кетрін Кінер — за роль Конні у фільмі Там, де живуть чудовиська                                                                                         |
| Найкращий актор другого плану | Найкраща акторка другого плану |
| - Стівен Ленг — за роль Майлза Кворіча у фільмі Аватар - Вуді Гаррельсон — за роль Таллахассі у фільмі Вітаємо у Зомбіленді - Френк Ланджелла — за роль Арлінгтона Стюарда у фільмі Посилка - Джуд Лоу — за роль Доктора Вотсона у фільмі Шерлок Холмс - Стенлі Туччі — за роль Джорджа Гарві у фільмі Милі кістки - Крістоф Вальц — за роль Ганс аЛанда у фільмі Безславні виродки              | - Сігурні Вівер — за роль Ґрейс Оґустін у фільмі Аватар - Лорна Ревер — за роль місіс Гануш у фільмі Затягни мене до пекла - Діане Крюгер — за роль Бріджит фон Гаммерсмарк у фільмі Безславні виродки - Рейчел Мак-Адамс — за роль Ірен Адлер у фільмі Шерлок Холмс - Сьюзен Серендон — за роль Лінн у фільмі Милі кості - Малін Акерман — за роль Лорі Юпітер у фільмі Хранителі                                                                                      |
| Найкращий молодий актор чи акторка | Найкращий сценарій |
| - Сірша Ронан — за роль Сьюзі Селмон у фільмі Милі кості - Тейлор Лотнер — за роль Джейкоба Блека у фільмі Сутінки. Сага: Молодий місяць - Бейлі Медісон — за роль Ізабелли Качілл у фільмі Брати - Бруклінн Пру — за роль Клер Ебшир у фільмі Дружина мандрівника в часі - Макс Рекордс — за роль Макса у фільмі Там, де живуть Чудовиська - Коді Сміт-Макфі — за роль хлопчика у фільмі Дорога | - Джеймс Кемерон — Аватар - Нілл Блумкамп і Тері Татчелл — Дев'ятий округ - Алекс Тсе, Девід Гейтер — Хранителі - Спайк Джонз, Дейв Еґґерс — Там, де живуть Чудовиська - Алекс Куртцман , Роберто Орсі — Зоряний шлях - Квентін Тарантіно — Безславні виродки |
| Найкращий режисер | Найкращий костюм |
| - Джеймс Кемерон — Аватар - Квентін Тарантіно — Безславні виродки - Нілл Блумкамп — Дев'ятий округ - Зак Снайдер — Хранителі - Дж. Дж. Абрамс — Зоряний шлях - Гай Річі — Шерлок Холмс - Кетрін Бігелоу — Володар бурі | - Майкл Вілкінсон — Хранителі - Джені Теміме — Гаррі Поттер і Напівкровний Принц - Коллін Етвуд — Дев'ять - Анна Б. Шеппард — Безславні виродки - Тіммі Іп — Битва біля Червоної скелі - Дженні Біван — Шерлок Холмс |
| Найкращий грим | Найкращі спецефекти |
| - Барні Берман, Мінді Хол та Джоел Харлоу — Зоряний шлях - Майк Смітсон та Джон Розенгрант — Термінатор: Спасіння прийде - Джо Данклі, Сара Рубано та Френсіс Річардсон — Дев'ятий округ - Сара Монзані — Імаджинаріум доктора Парнаса - Грег Нікотеро та Говард Бергер — Затягни мене до пекла - Грег Нікотеро та Говард Бергер — Книга Ілая                                                    | - Джо Леттері, Стівен Розенбаум, Річард Бейнхем та Ендрю Р. Джонс — Аватар - Роджер Гайєтт, Рассел Ерл, Пол Кавана та Берт Далтон — Зоряний шлях - Джон 'D.J.' Де Жарден, Пітер Г. Треверс, Джоел Віст та Джессіка Норман — Хранителі - Ден Кауфман, Пітер Муйзерс, Роберт Хаброс та Метт Ейткен — Дев'ятий округ - Фолькер Енгель, Марк Вайгерт та Майк Везіна — 2012 - Тім Берк, Джон Річардсон, Ніколас Айтаді та Тім Александер — Гаррі Поттер і Напівкровний Принц |
| Найкраща музика | Найкращий науково-фантастичний фільм |
| - Джеймс Горнер — Аватар - Ганс Циммер — Шерлок Холмс - Таро Івасіро — Битва біля Червоної скелі - Браян Іно — Милі кості - Крістофер Янг — Затягни мене до пекла - Майкл Джаккіно — Вперед і вгору | - Аватар - Знамення - Місяць - Зоряний шлях - Книга Ілая - Трансформери: Помста полеглих - Походження Людей Ікс: Росомаха |
| Найкращий пригодницький фільм, бойовик чи трилер | Найкращий фентезійний фільм |
| - Безславні виродки - 2012 - Брати - Законослухняний громадянин - Шерлок Холмс - Володар бурі - Посланець | - Хранителі - Аватар - Гаррі Поттер і Напівкровний Принц - Милі кості - Дружина мандрівника в часі - Там, де живуть чудовиська |
| Найкращий фільм жахів | Найкращий анімаційний фільм |
| - Затягни мене до пекла - Замерзлі - Сутінки. Сага. Молодий місяць - Посилка - Останній будинок ліворуч - Вітаємо у Зомбіленді | - Монстри проти чужих - Різдвяна історія - Кораліна - Незрівнянний містер Фокс - Льодовиковий період 3: Ера динозаврів - Вперед і вгору |
| Найкращий фільм іноземною мовою | Найкраща робота художника-постановника |
| - Дев'ятий округ - Імаджинаріум доктора Парнаса - Мовчання Лорни - Битва біля Червоної скелі - Викрадена - Жага | - Роберт Стромберг та Рік Картер — Аватар - Стюарт Крейг — Гаррі Поттер і Напівкровний Принц - Філіп Айві — Дев'ятий округ - Скотт Чембліс — Зоряний шлях - Сара Грінвуд — Шерлок Холмс - Алекс Макдауелл — Хранителі |

### Телебачення
| Найкращий телесеріал | Найкращий телесеріал, зроблений для кабельного телебачення |
| --- | --- |
| - Загублені (ABC) - Герої (NBC) - Щоденники вампіра (The CW) - Чак (NBC) - Та, що говорить з привидами (CBS) - Межа(Fox) | - Пуститися берега (AMC) - Шукачка (TNT) - Декстер (Showtime) - Зоряний крейсер «Галактика» (Syfy) - Противага (TNT) - Реальна кров (HBO) |
| Найкращий телеактор | Найкраща телеакторка |
| - Джош Голловей — Загублені (ABC) за роль Джеймса Форда - Девід Теннант — Доктор Хто (BBC America) за роль Доктора - Захарі Лівай — Чак (NBC) за роль Чака Бартовські - Майкл Голл — Декстер (Showtime) за роль Декстера Моргана - Метью Фокс — Загублені (ABC) за роль Джека Шепарда - Браян Кренстон — Пуститися берега (AMC) за роль Волтера Вайта - Стівен Моєр — Реальна кров (HBO) за роль Білла Комптона | - Анна Торв — Межа (Fox) за роль Олівії Данхем - Анна Ганн — Пуститися берега (AMC) за роль Скайлер Вайт - Еванджелін Ліллі — Загублені (ABC) за роль Кейт Остін - Дженніфер Лав Г'юїтт — Та, що говорить з привидами (CBS) за роль Мелінди Гордон - Кіра Седжвік — Шукачка (TNT) за роль Бренди Лі Джонсон - Анна Паквін — Реальна кров (HBO) за роль Сокі Стекгаус |
| Найкращий телеактор другого плану | Найкраща телеакторка другого плану |
| - Аарон Пол — Пуститися берега (AMC) за роль Джессі Пінкмена - Джеремі Девіс — Загублені (ABC) за роль Деніела Фарадея - Александр Скашґорд — Реальна кров (HBO) за роль Еріка Нортмана - Джон Нобл — Межа (Fox) за роль Волтера Бішопа - Елдіс Годж — Противага (TNT) за роль Алека Гардісона - Майкл Емерсон — Загублені (ABC) за роль Бена Лайнуса                                                           | - Джулі Бенц — Декстер (Showtime) за роль Рити Беннетт - Джина Беллман — Противага (TNT) за роль Софі Деверо - Дженніфер Карпентер — Декстер (Showtime) за роль Дебри Морган - Елізабет Мітчелл — Загублені (ABC) за роль Джулієт Берк - Морена Баккарін — V (ABC) за роль Анни - Гейден Панеттьєр — Герої (NBC) за роль Клер Беннет                                 |
| Найкраща телевізійна презентація | Найкраща гостьова телероль |
| - Торчвуд: Діти Землі (BBC America) - Тюдори (Showtime) - V (ABC) - В'язень (AMC) - Аліса (SyFy) - Кінець часів (Доктор Хто) (BBC America) | - Леонард Німой — Межа (Fox) за роль Вільяма Белла - Марк Пеллегріно — Загублені (ABC) за роль Джейкоба - Бернард Кріббінс — Доктор Хто (BBC America) за роль Вілфреда Мотта - Мішель Форбс — Реальна кров (HBO) за роль Меріенн Форрестер - Раймонд Круз — Пуститися берега (AMC) за роль Туко Саламанка - Джон Літгоу — Декстер (Showtime) за роль Артура Мітчелла |

### Домашня колекція
| Найкращий DVD або Blu-ray фільм | Найкраща колекція DVD фільмів |
| --- | --- |
| - Нічого окрім правди - Відпочинок - Нагляд - Супер каперси - Будинок диявола - Зникнення - Понтіпул | - Зоряний шлях Колекція оригінальних фільмів - Ганнібал Лектер Антологія - Ікони наукової фантастики: Toho Колекція - Columbia Pictures Нуар Класика, том 1 - Вільям Касл Колекція - Пекельний підйомник Коробковий набір |
| Найкращий DVD або Blu-ray спецвипуск | Найкращий телевізійний DVD-реліз |
| - Хранителі (Остаточна версія) - Термінатор 2: Судний день (Видання Skynet) - Дев'ятий округ (Дводискове видання) - Люди-Х: Росомаха (Спеціальне дводискове видання) - 300 спартанців - Білосніжка і семеро гномів | - Загублені (Повний п'ятий сезон) - Портал юрського періоду - Торчвуд: Діти Землі - Планета мертвих (Доктор Хто) - Термінатор: Хроніки Сари Коннор (Повний другий сезон) - Життя на Марсі (Повна серія)                   |

### Особливі нагороди
| Нагорода                                            | Лауреати                        |
| --------------------------------------------------- | ------------------------------- |
| Меморіальна премія Джорджа Пала (Life Career Award) | • Роберто Орчі та Алекс Курцман |
| Нагорода за кар’єру (Life Career Award)             | • Ірвін Кершнер                 |
| Нагорода візионеру (Visionary Award)                | • Джеймс Кемерон                |
| Виставка кінорежисера (Filmmaker's Showcase Award)  | • Лорен Шулер Доннер            |